# 306e division d'infanterie
La  306e division d'infanterie (en allemand : 306. Infanterie-Division ou 306. ID) est une des divisions d'infanterie de l'armée allemande (Wehrmacht) durant la Seconde Guerre mondiale.

## Historique
La 306e division d'infanterie est formée le 15 novembre 1940 dans le secteur de Hamm dans le Wehrkreis VI à partir des 86. et 291. Infanterie-Division en tant qu'élément de la 13. Welle (13e vague de mobilisation).
Elle stationne en Belgique pour effectuer des missions de défenses côtières jusqu'en décembre 1942, avant d'être transférée sur le Front de l'Est avec l'Heeresgruppe D.
La division subit de lourdes pertes dans les combats autour de Millerowo et du Don, et le 2 novembre 1943, elle est reconstituée en absorbant les restes de la 328. Infanterie-Division dissoute, y compris le divisions-Gruppe 328.
Elle est détruite en Transylvanie (nord-ouest de la Roumanie) en août 1944.

### Autres emblèmes de la division
|  |  |

## Organisation

### Commandants
| Date                                 | Grade                  | Commandant               |
| ------------------------------------ | ---------------------- | ------------------------ |
| 15 novembre 1940 - 1er novembre 1942 | Generalleutnant        | Hans von Sommerfeld (de) |
| 1er novembre 1942 - 21 février 1943  | General der Artillerie | Georg Pfeiffer           |
| 21 février 1943 - 30 mars 1943       | Generalleutnant        | Theobald Lieb            |
| 30 mars 1943 - 1er janvier 1944      | General der Kavallerie | Karl-Erik Köhler         |
| 1er janvier 1944 - 13 janvier 1944   | Generalmajor           | Karl Bär                 |
| 12 janvier 1944 - ? août 1944        | General der Kavallerie | Karl-Erik Köhler         |

## Théâtres d'opérations
- Allemagne : Novembre 1940 - Novembre 1941
- Belgique : Novembre 1941 - Décembre 1942
- Front de l'Est secteur Sud : Décembre 1942 - Août 1944

## Ordres de bataille
1940
- Infanterie-Regiment 579
- Infanterie-Regiment 580
- Infanterie-Regiment 581
- Artillerie-Regiment 306
- Pionier-Bataillon 306
- Panzerjäger-Abteilung 306
- Nachrichten-Kompanie 306
- Divisions-Nachschubführer 306

1944
- Grenadier-Regiment 579
- Grenadier-Regiment 580
- Divisionsgruppe 328
  - Stab der Gruppe
  - Regiments-Gruppe 548
  - Regiments-Gruppe 549
- Divisions-Füsilier-Bataillon 306
- Feldersatz-Bataillon 306
- Artillerie-Regiment 306
- Pionier-Bataillon 306
- Panzerjäger-Abteilung 306
- Nachrichten-Abteilung 306
- Divisions-Nachschubführer 306